# Van Wert, Iowa
Van Wert är en ort i Decatur County i Iowa. Vid 2020 års folkräkning hade Van Wert 178 invånare.